# Крапля Лайман-альфа 1
Крапля Лайман-альфа 1 (англ. Lyman-alpha blob 1 чи скор. LAB-1) — гігантська космічна газова хмара в південному сузір'ї Водолія, яка розташована приблизно за 11,5 мільярдів світлових років від Землі та має червоний зсув (Z) 3,09.
Вона була несподівано виявлена в 2000 році Чарльзом Стейделем з колегами, які спостерігали за галактиками з високим червоним зсувом з використанням 200-дюймового (5.08 м) телескопа Гейла в Паломарській обсерваторії. Дослідники вивчали велику кількість галактик молодого Всесвіту, коли вони натрапили на два об'єкти, які стануть відомі як краплі Лайман-альфа — величезні скупчення газу, які випромінюють лінію Лайман-альфа випромінювання водню.

## Опис
LAB-1 є першою виявленою краплею Лайман-альфа і прототипом об'єктів такого роду. Вона також є найбільшою відомовю у своєму роді з протяжністю 300 000 світлових років, що у три рази більше Чумацького Шляху. На зображеннях крапля забарвлюється в зелений колір за рахунок поєднання високого червоного зсуву (Z = 3) і ультрафіолетового характеру об'єкта. Зображення з Дуже великого телескопа, ЄПО, показало, що велика частка світла від об'єкта є поляризованою, і ця частка пропорційно збільшується і досягає піку ~20 % в радіусі 45 кілопарсеків (145 000 світлових років), утворивши величезне кільце навколо об'єкта.
Досі незрозуміло, чому цей об'єкт випускає випромінювання Лайман-альфа. Вважається, що світло йде від галактик у центральній частині краплі. Світло такої інтенсивності може бути від активних галактик або надмасивних чорних дір, активно поглинають матерію. Інша теорія полягає в тому, що світло походить від газу, яки охолоджується та падає на ранні галактики, які, можливо, походять з космічних ниток (оскільки вважається, що галактики утворюють перетини цих ниток), однак відома картина поляризації заперечує проти цього.

## Галерея

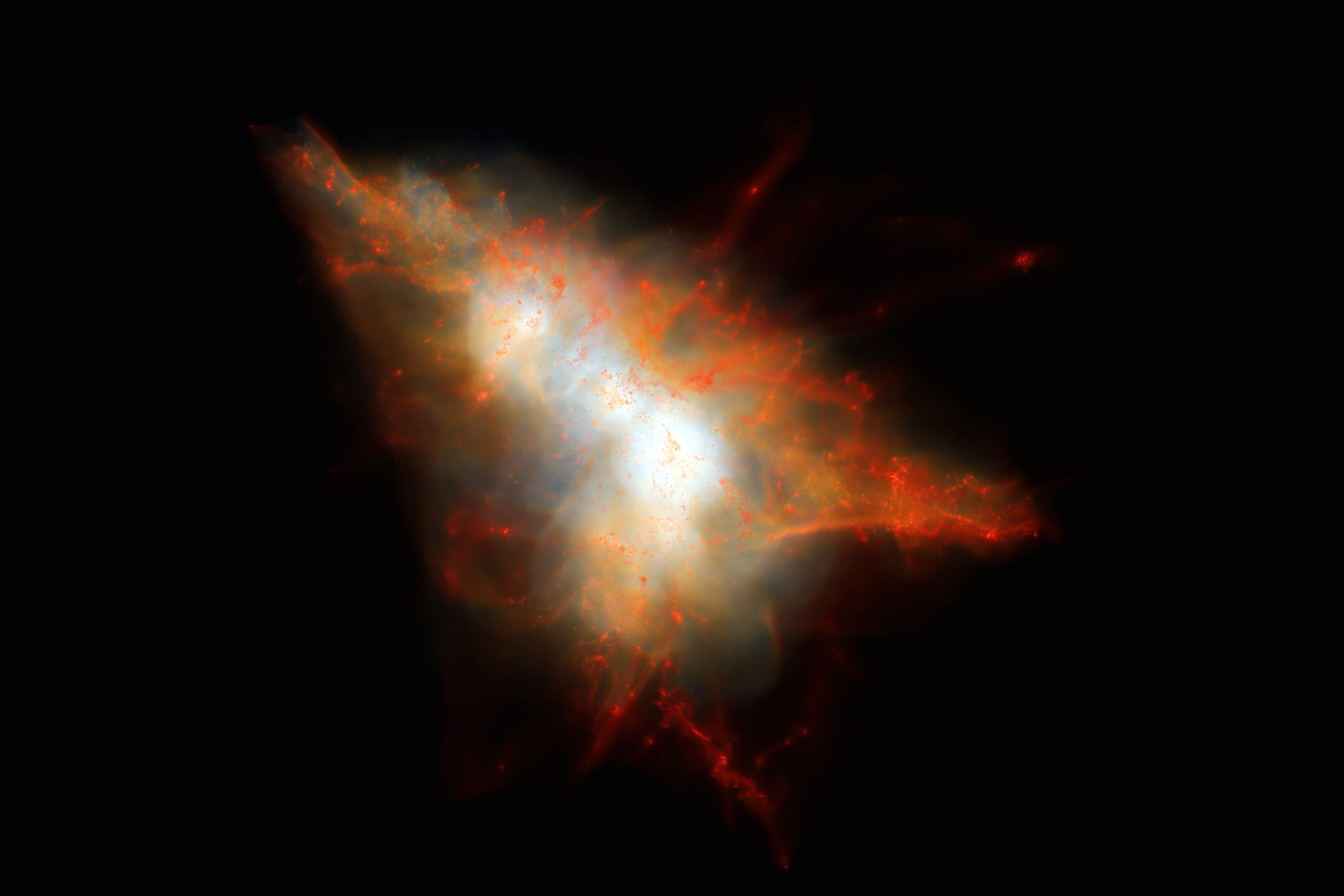
Комп'ютерне моделювання краплі Лайман-альфа.
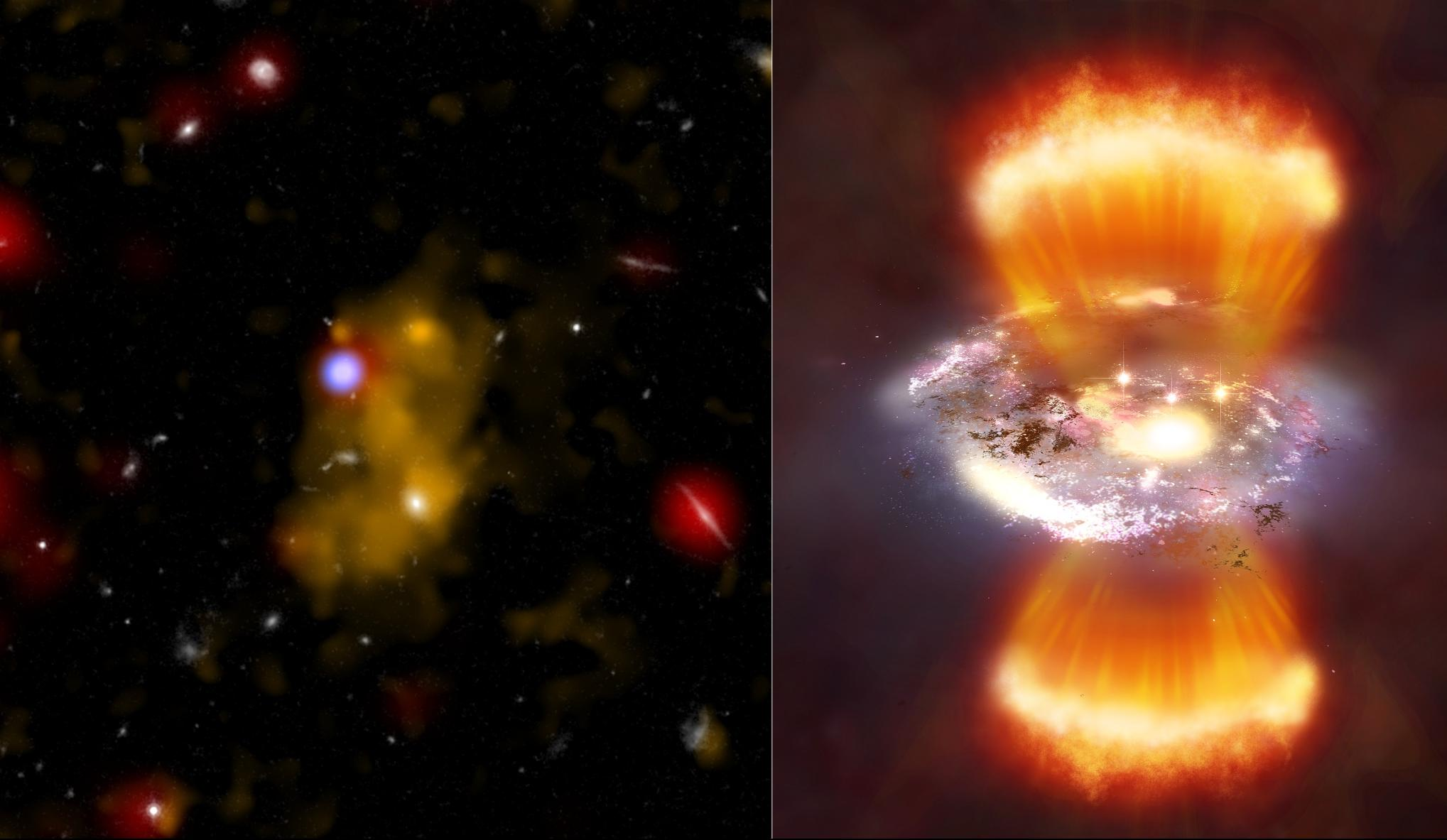
Ліворуч: Крапля Лайман-альфа 1 (ліворуч), видима в Лайман-альфа (жовтий), інфрачервоному (червоний) та ультрафіолетовому (синій). Кругла синя пляма вгорі зліва від LAB-1 - величезна галактика. Праворуч: художнє зображення того, як вона може виглядати, якщо дивитися з порівняно недалекої відстані